# Marca de garantia Productes de l'Empordà

Logotip Marca de Garantia Productes de l'Empordà

La marca de garantia Productes de l'Empordà és una marca de garantia gestionada pels consells comarcals de l'Alt i el Baix Empordà i amb el suport d'un col·lectiu de productors, que té per objectiu personalitzar i reconèixer els productes propis de l'Empordà i ajudar a promocionar la seva comercialització. La marca de garantia va ser atorgada el mes de setembre de 2003, i garanteix que tots els productes adherits són produïts o elaborats, transformats i envasats a l'Empordà, i segons les seves tradicions. Els productors han de superar periòdicament els controls d'un laboratori alimentari que en certifica la qualitat en les diferents fases del producte.

Els productes adherits a la marca de garantia són: 

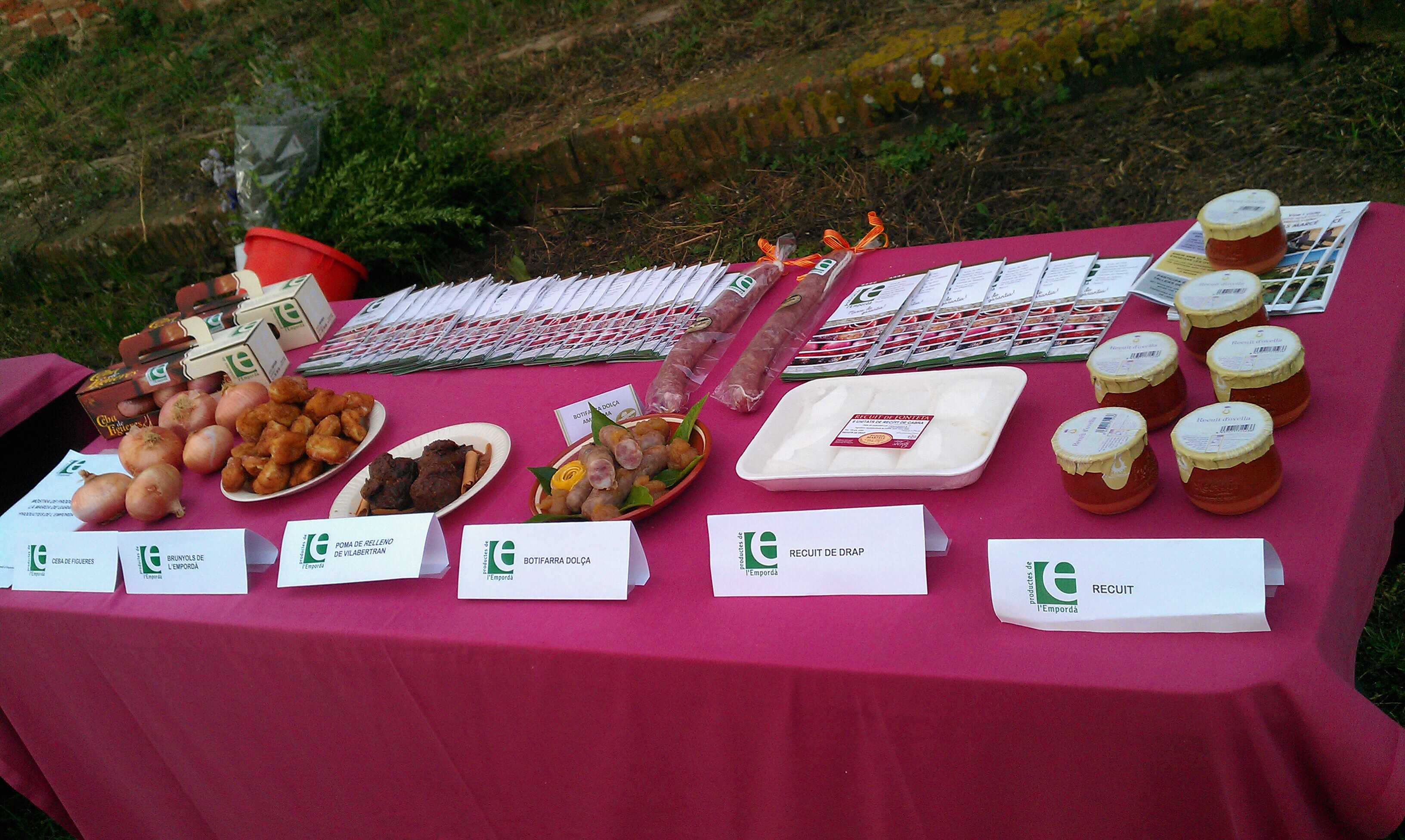
Taula de productes adherits a la Marca de garantia Productes de l'Empordà

- Arròs de Pals
- Botifarra dolça
- Brunyols de l'Empordà
- Ceba de Figueres
- Fesol de l'ull ros[2]
- Gamba de Palamós
- Poma de relleno de Vilabertran
- Recuit i el recuit de drap